# Сейнт Лорънс (окръг)
Вижте пояснителната страница за други значения на Сейнт Лорънс.
Окръг Сейнт Лорънс (на английски: St. Lawrence County) е окръг в щата Ню Йорк, Съединени американски щати. Площта му е 7306 km², а населението - 109 623 души (2017). Административен център е град Кантон.